# Черноморов Олександр Миколайович
Черноморов Олександр Миколайович — член Партії регіонів; ВР України, член фракції Партії регіонів(з 11.2007), заст. голови Комітету з питань державного будівництва та місцевого самоврядування (з 12.2007).
Народився 20 травня 1953 (Ленінград, Російська РФСР); одружений; має дочку.
Освіта: Ульяновське вище військово-тех. училище (1972–1976), "Хім. технологія перероблення нафти і газу".
04.2002 канд. в нар. деп. України від "Русского блоку", №8 в списку. На час виборів: голова Кримської республіканської громадської організації «Російський Рух Криму», член партії "За Русь єдину".
1976-91 - служба в армії. 1991-93 - директор, МП "Тарея", м.Норільськ. 1993-94 - заст. ген. директора, Асоціація селянських, фермерсько-пром. господарств "Таймир", м.Дудінка. 1994 - заст. директора, МП "ТОР"; комерц. директор, Асоціація "Ялта-турторгсервіс", м.Ялта. 1995-96 - нач. відділу, Фонд майна АР Крим. 1996-98 - нач. сектору управління економіки, Ялтинський міськвиконком. 1998 - консультант-економіст, МП "ТОР", м.Ялта. 1998-2000 - директор, підприємство "Россияне". 04.-12.2001 - представник в південному регіоні, Комісія з увіковічнення пам'яті жертв війни і репресій при КМ України. 2002 - голова, Російський рух Криму. 03.2003-06 - нач. управління зовнішніх зв'язків та інвестицій, виконком Ялтинської міськради. Був головою політвиконкому Партії "Русский блок", головою Крим. орг. "Русский блок". Деп. ВР АР Крим (04.2002-04.06).
Медалі "За бездоганну службу" III, II ст.

## Депутатська діяльність
Народний депутат України 6-го скликання  з 11.2007 від Партії регіонів, №166 в списку. На час виборів: нар. деп. України, член ПР.
10 серпня 2012 року у другому читанні проголосував за Закон України «Про засади державної мовної політики», який суперечить Конституції України, не має фінансово-економічного обґрунтування і спрямований на знищення української мови. Закон було прийнято із порушеннями регламенту.
Народний депутат України 5-го скликання з кінця травня 2006 року. Обраний від Партії регіонів. №144 в списку. На час виборів: начальник управління зовнішніх зв'язків та інвестицій Ялтинського міського виконавчого комітету, член ПР. Голова підкомітету з питань регіональної політики Комітету з питань державного будівництва, регіональної політики та місцевого самоврядування (з 07.2006), член фракції Партії регіонів (з 05.2006).

## Ресурси інтернет
- Довідник "Хто є хто в Україні", видавництво "К.І.С"|  | Ця стаття потребує істотної переробки. Можливо, її необхідно доповнити, переписати або вікіфікувати. Пояснення причин та обговорення — на сторінці Вікіпедія:Статті, що необхідно поліпшити. Тому, хто додав шаблон: зважте на те, щоб повідомити основних авторів статті про необхідність поліпшення, додавши до їхньої сторінки обговорення такий текст: {{subst:поліпшити автору\|Черноморов Олександр Миколайович\|22 березня 2025}} ~~~~, а також не забудьте описати причину номінації на підсторінці Вікіпедія:Статті, що необхідно поліпшити за відповідний день. |